# 山梨日日新聞
山梨日日新聞，是日本山梨縣的地區報章之一。其前身是「峽中新聞」，於1872年7月1日創刊，翌年改名為「甲府新聞」，1876年改為「甲府日日新聞」，至1881年改用現在的名字。該報的發行及銷售量相當高，達70%以上。此外，該報也另發行當地的電視及電台節目表，名為「山日テレビガイド」（山日電視指南），每期為數四頁。
山梨日日新聞與山梨放送是山日YBS集團的兩大核心成員。

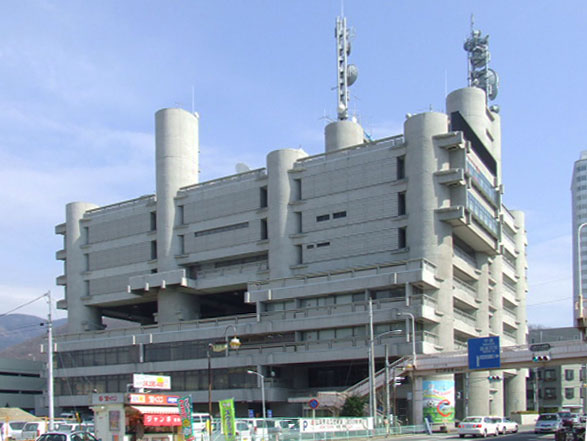
山梨放送與山梨日日新聞總部所在地：山梨文化會館

## 外部連結
- 官方網站 (日語) （页面存档备份，存于）